# (14360) Ipatov
(14360) Ipatov est un astéroïde de la ceinture principale.

## Description
(14360) Ipatov est un astéroïde de la ceinture principale. Il fut découvert le 13 février 1988 à La Silla par Eric Walter Elst. Il présente une orbite caractérisée par un demi-grand axe de 3,18 UA, une excentricité de 0,17 et une inclinaison de 18,2° par rapport à l'écliptique.

## Compléments